# Günter Schenk (Journalist)
Günter Schenk (* 1948 in Mainz) ist ein deutscher Journalist, Autor und Publizist. In Presse, Funk und Fernsehen beschäftigt sich der Autor regelmäßig mit den Erscheinungsformen von Fastnacht und Karneval in Europa.

## Veröffentlichungen
Schenk publizierte mehrere Bücher, in denen er Fakten, Legenden und Anekdoten zur Geschichte der Mainzer Fastnacht zusammentrug sowie über die Geschichte der Fernsehfastnacht Mainz, wie es singt und lacht.
In zahlreichen Reportagen hat Günter Schenk in verschiedenen überregionalen Zeitungen (Der Tagesspiegel, Kurier, Süddeutsche Zeitung, Neue Zürcher Zeitung, Frankfurter Rundschau) Europas schönste Feste porträtiert.
2006 erschien sein Buch „Christliche Volksfeste in Europa“, eine umfangreiche Dokumentationen christlicher Bräuche in Form von Volksfesten – vom Stierlauf im spanischen Pamplona über das italienisch-deutsche Bensheimer Passionsspiel bis zum Lauf der Silvesterkläuse im Appenzellerland.
Bedeutungswandel und Sinnkrise des Karnelvals widmete Schenk die Bücher Fastnacht zwischen Brauch und Party. Karneval total (2007) und Karneval zwischen Tradition und Kommerz. Kulturerbe als Chance? (2015). In Die Mainzer Fastnacht (2016) nahm er auch die enge Verzahnung zwischen Fußball und Fastnacht in Mainz unter die Lupe. Die Geschichte des rheinischen Karnevals skizziert er in seinem Buch Karneval in R(h)einkultur – Zwischen Mummenschanz und Stunksitzung (2020). In der Bestandsaufnahme des Festes analysiert Schenk unter anderem die rheinischen Narrenrufe Helau und Alaaf, die Narrenzahl Elf und die Fastnachtsfarben – und verrät, wie der Rosenmontag zu seinem Namen fand. Ausführlich beschreibt er die Geschichte des rheinischen Karnevals, seinen Wandel vom antiken Mummenschanz bis zu den närrischen Events der Gegenwart.

## Ehrungen und Auszeichnungen
Für seine Veröffentlichungen zeichnete ihn der Bund Deutscher Karneval 2011 mit dem Kulturpreis der Deutschen Fastnacht aus.

## Veröffentlichungen
Karneval in R(h)einkultur – Zwischen Mummenschanz und Stunksitzung (2020)
- Die Mainzer Fastnacht (2016)
- Karneval zwischen Tradition und Kommerz.Kulturerbe als Chance? (2015)
- Mainzer Fastnachts-ABC (Ingelheim 2011)
- Fastnacht zwischen Brauch und Party. Karneval total (2007)
- Christliche Volksfeste in Europa (2006)
- Europas schönste Feste erleben (Bielefeld 2005)
- Mainz, wie es singt und lacht (Ingelheim 2004)
- Mainz Helau – Handbuch zur Mainzer Fassenacht (Ingelheim 2004)